# St. Francisville (Illinois)
St. Francisville je grad u američkoj saveznoj državi Ilinois. Prema popisu stanovništva iz 2010. u njemu je živjelo 697 stanovnika.